# Оборники
Оборники (пол. Oborniki) — місто в західній Польщі, на річці Варта.

## Демографія
Демографічна структура станом на 31 березня 2011 року:
|          | Загалом | Допрацездатний вік | Працездатний вік | Постпрацездатний вік |
| -------- | ------- | ------------------ | ---------------- | -------------------- |
| Чоловіки | 8888    | 1770               | 6358             | 760                  |
| Жінки    | 9448    | 1692               | 5856             | 1900                 |
| Разом    | 18336   | 3462               | 12214            | 2660                 |